# Comité Olímpico y Deportivo de las Islas Comoras
El Comité Olímpico y Deportivo de las Islas Comoras es el Comité Nacional Olímpico de las Islas Comoras, fundado en 1979 y reconocido por el COI desde 1993.